# Bonaire
Bonaire (tiếng Hà Lan: Bonaire, phát âm [boˈnɛːr(ə)]; Papiamentu: Boneiru) là một hòn đảo tại Antilles Leeward ở biển Caribbe. Cùng với Aruba và Curaçao, nó tạo thành một nhóm đảo gọi là quần đảo ABC, cách bờ biển Nam Mỹ gần miền tây Venezuela chưa đến 100 đặm ngoài khơi. Không như đa phần đảo ở Caribbe, quần đảo ABC nằm ngoài vành đai bão tố. Nơi đây có khí hậu khô cằn, ấm áp và nhiều nắng. Bonaire là một địa điểm nổi tiếng về lặn biển.